# Осика Сергій Григорович
Сергі́й Григо́рович Оси́ка (нар. 27 березня 1955, м. Київ) — український політик. Колишній народний депутат України. Кандидат юридичних наук, доцент.

## Біографія
Народився в сім'ї службовців. Українець. Дружина — викладачка української мови. Має сина.

## Освіта
У 1977 році закінчив факультет міжнародних відносин і міжнародного права Київського університету імені Тараса Шевченка за фахом юрист. Аспірант кафедри міжнародного права та іноземного законодавства (1977–1980).

## Кар'єра
- 1981–1983 — молодший науковий працівник науково-дослідного сектору, 1983–1991 — асистент кафедри міжнародного права Київського університету імені Тараса Шевченка.
- 1991–1992 — старший консультант, головний консультант Комісії Верховної Ради України у закордонних справах.
- Листопад 1992 — вересень 1993 — радник Прем'єр-міністра України з питань зовнішньоекономічних зв'язків[1].
- З вересня 1993 — перший заступник міністра, з жовтня 1993 — заступник Міністра зовнішніх економічних зв'язків України[2].
- З 22 серпня 1994 — Міністр зовнішніх економічних зв'язків України[3].
- 3 липня 1995 — 27 січня 1999 — Міністр зовнішніх економічних зв'язків і торгівлі України.
- 30 січня — 11 липня 1995 — Віце-прем'єр-міністр України з питань зовнішньоекономічної діяльності[4].
- 1999–2002 — радник Президента України.

Був членом Ради національної безпеки при Президентові України.
Член Конституційної комісії від Президента України (листопад 1994 — липень 1996).
Був заступником голови урядової Комісії з питань співробітництва України з ЄС і спеціальним представником уряду України при ГАТТ.
Член Ради з питань економічної реформи при Президентові України (з грудня 1994); член Ради з питань збереження національної культурної спадщини (червень 1997 — січень 1998); заступник голови Комісії з питань повернення в Україну валютних цінностей, що незаконно знаходяться за її межами (жовтень 1995 — листопад 1998); голова Української секції Українсько-американської спільної комісії сприяння розвитку торгівлі та інвестиціям (з жовтня 1994); уповноважений на виконання функцій члена Президії Міждержавного економічного комітету Економічного союзу; заступник голови Валютно-кредитної ради Кабінету Міністрів України (з вересня 1995); член Міжвідомчої комісії з питань регулювання ринку продовольства, цін і доходів сільськогосподарських товаровиробників (з липня 1998); член Національної ради з питань якості (вересень 1997 — липень 2000).
Позаштатний радник Президента України (до січня 2005).
Член Ради Національного банку України (жовтень 2000 — лютий 2005).
Був член політвиконкому партії «Єдина Україна» (з липня 2004), членом партії ВО «Батьківщина» (2006–2010).

## Парламентська діяльність
Березень 1994 — кандидат в народні депутати України за Київським виборчим округом № 317 Полтавської області, висунутий виборцями. 1-й тур — 9.22 %, 2 місце з 26 претендентів; 2-й тур — 39.08 %, 2 місце.
Березень 1998 — кандидат в народні депутати України від виборчого блоку «Трудова Україна», № 11 в списку. На час виборів: Міністр зовнішніх економічних зв'язків і торгівлі України, безпартійний.
Народний депутат України 4-го скликання з 14 травня 2002 до 25 травня 2006 за виборчим округом № 96 Київської області, самовисування. «За» 43.46 %, 15 суперників. На час виборів: радник Президента України, безпартійний. Член фракції «Єдина Україна» (травень — червень 2002), уповноважений представник групи «Народовладдя» (червень 2002 — травень 2004), уповноважений представник групи «Демократичні ініціативи Народовладдя» (травень — вересень 2004), уповноважений представник фракції партії «Єдина Україна» (вересень 2004 — лютий 2006), член фракції «Блок Юлії Тимошенко» (з лютого 2006). Член Комітету з питань правової політики (червень 2002 — жовтень 2003), заступник голови Комітету з питань фінансів і банківської діяльності (з жовтня 2003).
Народний депутат України 5-го скликання з 25 травня 2006 до 15 червня 2007 від «Блоку Юлії Тимошенко», № 51 в списку. На час виборів: народний депутат України, член партії ВО «Батьківщина». Член фракції «Блок Юлії Тимошенко» (з травня 2006). Заступник голови Комітету з питань державного будівництва, регіональної політики та місцевого самоврядування (з липня 2006). 15 червня 2007 достроково припинив свої повноваження під час масового складення мандатів депутатами-опозиціонерами з метою проведення позачергових виборів до Верховної Ради.
Народний депутат України 6-го скликання з 23 листопада 2007 до 12 грудня 2012 від «Блоку Юлії Тимошенко», № 51 в списку. На час виборів: тимчасово не працював, член партії ВО «Батьківщина». Член фракції «Блок Юлії Тимошенко» (листопад 2007 — жовтень 2010). Виключений з фракції «за співпрацю з коаліцією більшості, зокрема, за голосування за зміни до Конституції, закон про Кабінет міністрів та регламент Верховної Ради України». Перший заступник голови Комітету з питань економічної політики (з грудня 2007).
10 серпня 2012 року у другому читанні проголосував за Закон України «Про засади державної мовної політики», який суперечить Конституції України, не має фінансово-економічного обґрунтування і спрямований на знищення української мови. Закон було прийнято із порушеннями регламенту.

## Нагороди та державні ранги
Орден «За заслуги» III ступеня (серпень 1998). Орден князя Ярослава Мудрого V ступеня (липень 2012).